# Carlton Fisk
Carlton Ernest Fisk (* 26. Dezember 1947 in Bellows Falls, Vermont) ist ein ehemaliger US-amerikanischer Baseballspieler in der Major League Baseball (MLB), der 24 Jahre für die Boston Red Sox und die Chicago White Sox als Catcher spielte. Sein Spitzname ist Pudge.

## Biografie
Carlton Fisk wurde in Vermont geboren, wuchs aber in Charlestown, New Hampshire auf. Dort schloss er die High School ab und besuchte anschließend die University of New Hampshire, für die er Baseball und Basketball spielte. 1967 verpflichteten ihn die Boston Red Sox im Draft. Fisk war der vierte Spieler, der im gesamten Verfahren ausgewählt wurde. Sein erstes Spiel für die Red Sox bestritt er am 18. September 1969, zu einem vollwertigen Mitglied der Mannschaft wurde er allerdings erst 1972. In diesem Jahr hatte er einen Schlagdurchschnitt von 29,3 %, schlug 22 Home Runs und führte die American League mit neun Triples an. Bis heute ist er der letzte Catcher, der diese Kategorie anführte. In diesem Jahr gewann er den Gold Glove Award und wurde zum Rookie des Jahres der American League gewählt. In den darauffolgenden Jahren hatte Fisk immer mit Verletzungen zu kämpfen und verpasste oft einen großen Teil der Saison.
1975 begann er nach einer Verletzung in der Vorbereitung seine Saison auch erst im Juni. Nach seiner Rückkehr übernahmen die Red Sox nach einer Woche die Tabellenführung der AL East und konnten die Meisterschaft in der American League feiern. In der World Series trafen die Red Sox auf die Cincinnati Reds. Im sechsten Spiel der Serie schlug Fisk einen von Pat Darcy geworfenen Ball im 12. Inning an den Foul Pole im Fenway Park zum 7:6-Sieg in einem der dramatischsten Spiele der World-Series-Geschichte. In Erinnerung an diesen Schlag wurde der Foul Pole in Boston dann auch oft als Fisk Pole bezeichnet.
1977 und 1978 waren wieder sehr gute Jahre für Fisk. Er kämpfte mit Thurman Munson von den New York Yankees um den Titel des besten Catchers im Baseball. Fisk wurde zweimal als Catcher in der Startformation beim All-Star-Spiel nominiert, aber die Yankees holten sich in beiden Jahren die Meisterschaft in der American League und siegten in beiden Jahren auch in der World Series.
Nach der Saison 1980 wurde Fisk zum Free Agent und wechselte zur Überraschung der Bostoner Fans zu den Chicago White Sox. Mit den White Sox gewann er 1983 den Titel in der American League West, sie unterlagen aber in der American League Championship Series den Baltimore Orioles in vier Spielen. Sein letztes Spiel für die White Sox bestritt Carlton Fisk am 22. Juni 1993 im Alter von 45 Jahren.
Carlton Fisk wurde in seiner Karriere in 2226 Spielen als Catcher eingesetzt, mehr als jeder andere Spieler in der Geschichte der Major League auf dieser Position. Mit 72 Home Runs als über Vierzigjähriger führt er auch diese Kategorie an. Mit seinen 376 Karriere-Home-Runs führte er die Catcher ebenso an, wurde aber dann von Mike Piazza übertroffen. Insgesamt elfmal nahm er am All-Star-Spiel teil.
Fisk ist einer der wenigen Baseballspieler, die von der Anhängerschaft zweier Teams verehrt werden. Bei den White Sox wird seine Trikotnummer 72 seit dem 14. September 1997 nicht mehr vergeben, die Red Sox vergeben seine Nummer 27 seit dem 4. September 2000 an keinen anderen Spieler. Im Jahr 2000 folgte seine Wahl in die Baseball Hall of Fame. Am 7. August 2005 enthüllten die Chicago White Sox eine Statue im US Cellular Field von Carlton Fisk.

## Spiel-Statistik
| G     | AB    | H     | 2B  | 3B | HR  | R     | RBI   | SB  | BB  | IBB | SO    | SH | SF | HBP | AVG  | OBP  | SLG  |
| ----- | ----- | ----- | --- | -- | --- | ----- | ----- | --- | --- | --- | ----- | -- | -- | --- | ---- | ---- | ---- |
| 2,499 | 8,756 | 2,356 | 421 | 47 | 376 | 1,276 | 1,330 | 128 | 849 | 105 | 1,386 | 26 | 79 | 143 | .269 | .341 | .457 |